# 카시오 카시오페아
카시오 카시오페아 또는 카시오 카시오페이아(Casio Cassiopeia, 일본어: カシオペア)는 카시오에서 제조한 PDA의 브랜드 이름이었다. 운영 체제로 윈도우 CE(Windows PocketPC/Windows Mobile을 실행하는 최신 버전)를 사용했다. 카시오는 최초의 PDA 제조업체 중 하나였으며 처음에는 키보드와 회색조 디스플레이를 갖춘 소형 포켓 크기 컴퓨터를 개발했으며 이후 고객 요구에 부응하여 더 작은 장치로 옮겼다.

## 모델 목록
- Cassiopeia A-10, A-11 and A-11+
- Cassiopeia A-20, A-21S, A-22T, A-23G
- Cassiopeia A-50, A-51, A-55 and A-60
- Cassiopeia E-10
- Cassiopeia E-11
- Cassiopeia E-15
- Cassiopeia E-100
- Cassiopeia E-105
- Cassiopeia E-115
- Cassiopeia E-125
- Cassiopeia E-200